# بطولة إن إكس تي المملكة المتحدة

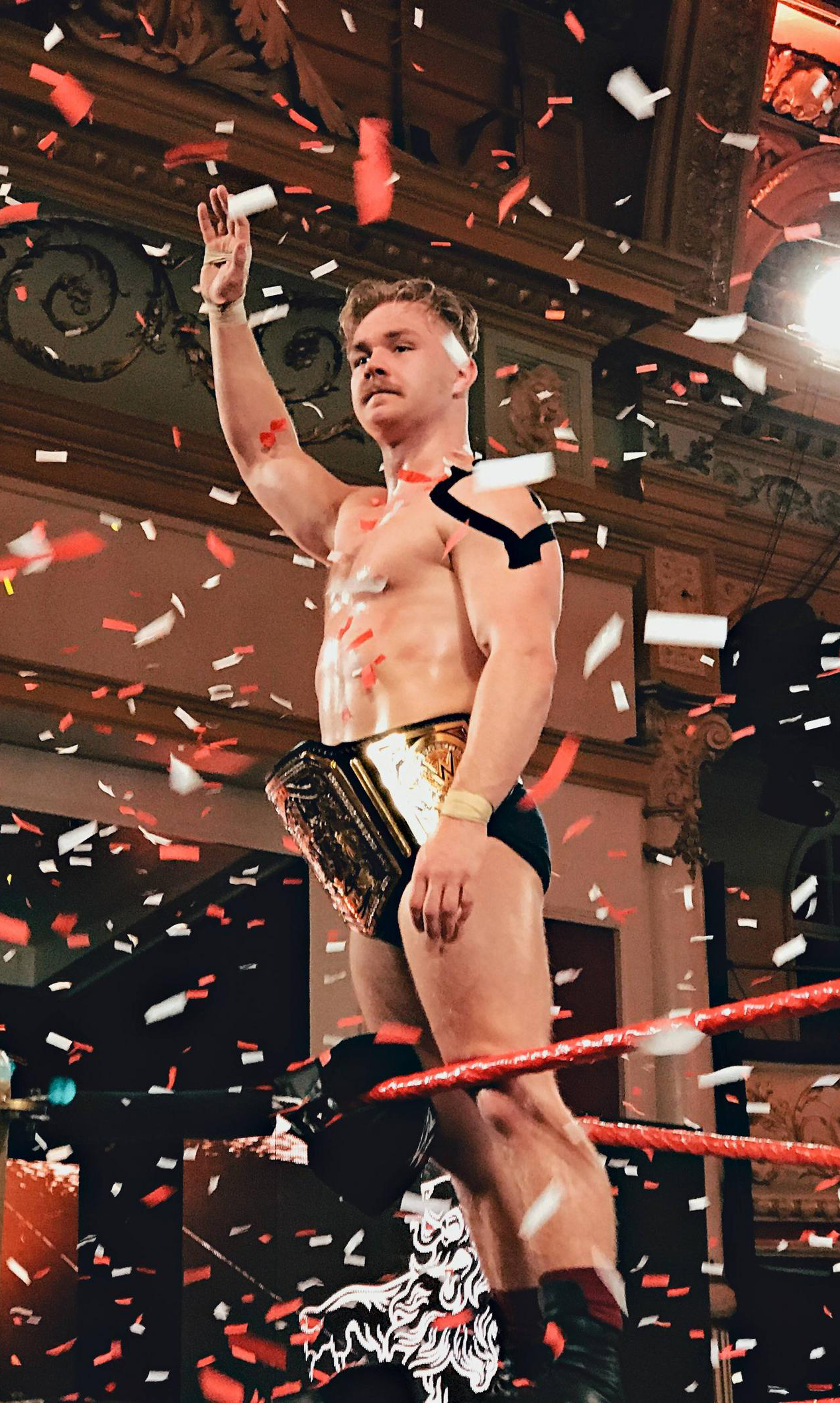
تايلر بيت أول بطل

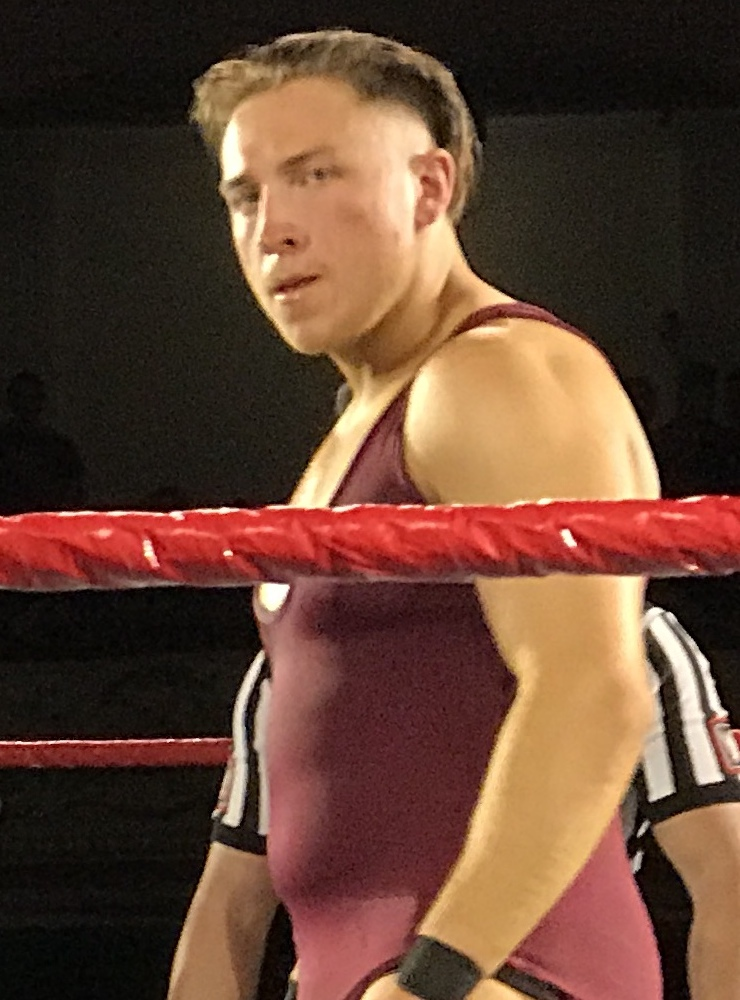
بيت دون أطول بطل

 البطل الذي استحقها بجدارةبطولة إن إكس تي المملكة المتحدة]]بطولة إن إكس تي المملكة المتحدة (بالإنجلزية:NXT United Kingdom Championship) هي بطولة مصارعة للمحترفين أُنشأت ودُعمت بواسطة المصارعة الحرة العالمية الترفيهية (WWE) .تأسست في 15 ديسمبر 2016 كبطولة WWE للمملكة المتحدة. مُنح اللقب لأول مرة إلى تايلر بيت ، الذي فاز ببطولة WWE في المملكة المتحدة في المباراة الافتتاحية في 15 يناير 2017. 

## احصائيات
- أول من فاز به: هو تايلر بيت
- الأكثر فوز به: تايلر بيت وبيت دون ووالتر 1 مرة
- الأكثر حفاظا عليه: بيت دون (685) يوما
- البطل الأكبر سنا: والتر 33 سنة
- البطل الأصغر سنا: تايلر بيت 19 سنة
- البطل الأثقل وزنا: والتر 140 كيلوغرام
- البطل الأخف وزنا: تايلر بيت 79 كيلوغرام
- البطل الأطول: والتر 1.93 متر
- البطل الأقصر: تايلر بيت 1.70 متر
- البطل الحالي هو والتر 601+ يوم

## وصلات خارجية
United Kingdom Championship